# Vattenfall Lesetage
Die Vattenfall Lesetage waren eine Kulturveranstaltungsreihe, die 15 Jahre lang in Hamburg stattfand. Die Lesetage waren eines der größten Literaturfestivals in Norddeutschland. Sie wurden 2013 eingestellt, nachdem Kritik am Sponsor und Veranstalter Vattenfall erhoben worden war. Dem Energiekonzern war Greenwashing vorgeworfen worden; zudem hatten sich Gegenveranstaltungen in der Stadt etabliert.

## Geschichte
Die Lesetage wurden 1999 von der Hamburgische Electricitäts-Werke AG (HEW) ins Leben gerufen. Der Titel lautete „HEW Lesetage“. 2004 hatte das Literaturfestival 14.000 Besucher. 2006 gab der Energiekonzern Vattenfall, der 2002 die HEW gekauft hatte, den Lesetagen seinen Namen. Zu den Kooperationspartnern gehörten der Norddeutsche Rundfunk (NDR) und das Hamburger Abendblatt, die Hamburger Kulturbehörde förderte das Kinder- und Jugendprogramm finanziell.
Die Lesungen fanden an unterschiedlichsten Orten wie dem Planetarium, den Bücherhallen, dem Polizeipräsidium, beim Tierschutzverein, in einem Bestattungshaus, im HSV-Museum oder an Bord der Flussschifferkirche statt.
Aus ihren Werken lasen Autoren wie Jenny Erpenbeck, John von Düffel, Wigald Boning und Andrea Sawatzki. An den Lesetagen 2011 im Kulturzentrum Kampnagel wirkten beispielsweise bei der Schwedischen Kriminacht die Schriftsteller Jan Wallentin, Olle Lönnaeus und Jens Lapidus mit. Insgesamt hatte das Literaturfestival 2011 rund 12.000 Besucher. Im selben Jahr wurde Vattenfall Europe für die Lesetage mit dem Deutschen Kulturförderpreis ausgezeichnet.
2012 beteiligten sich 140 Mitwirkende aus zwölf Ländern an mehr als hundert Veranstaltungen. Unter den Mitwirkenden waren Egon Bahr, Heiner Geißler, Christian Kracht und Veruschka Gräfin von Lehndorff. Die letzte Lesereihe im April 2013 hatte rund 12.000 Besucher.

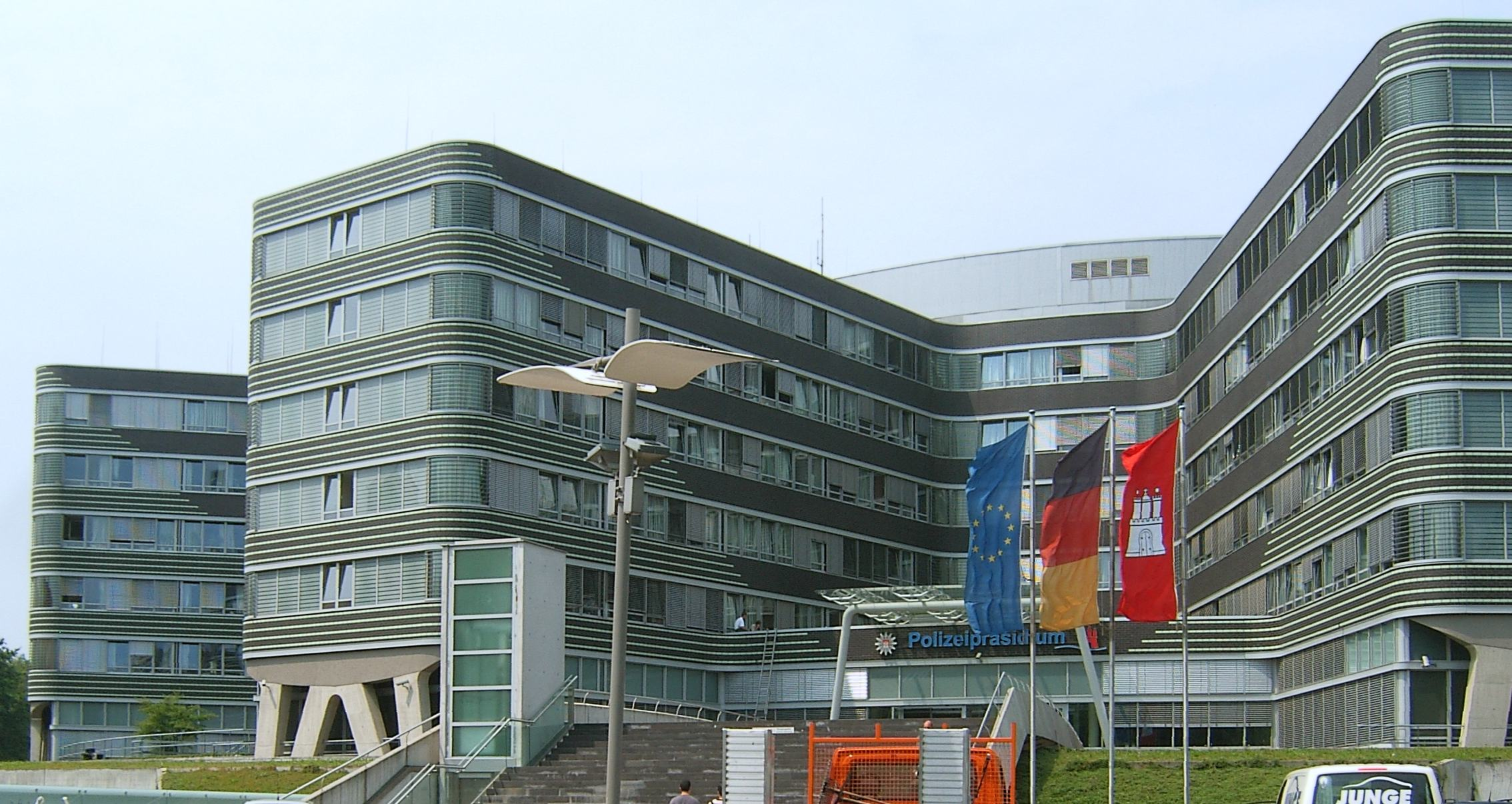
Veranstaltungsort Polizeipräsidium
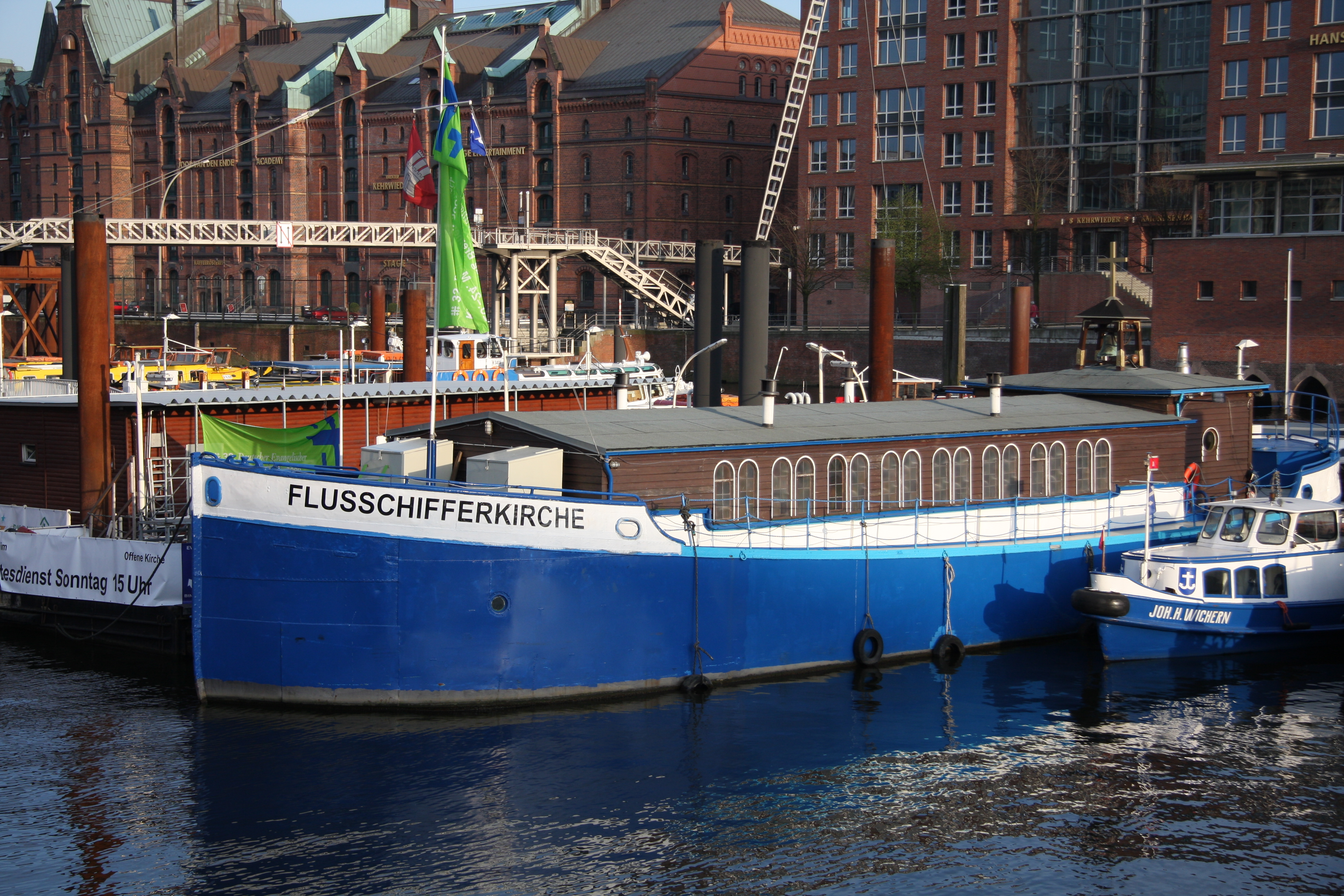
Veranstaltungsort Flussschifferkirche
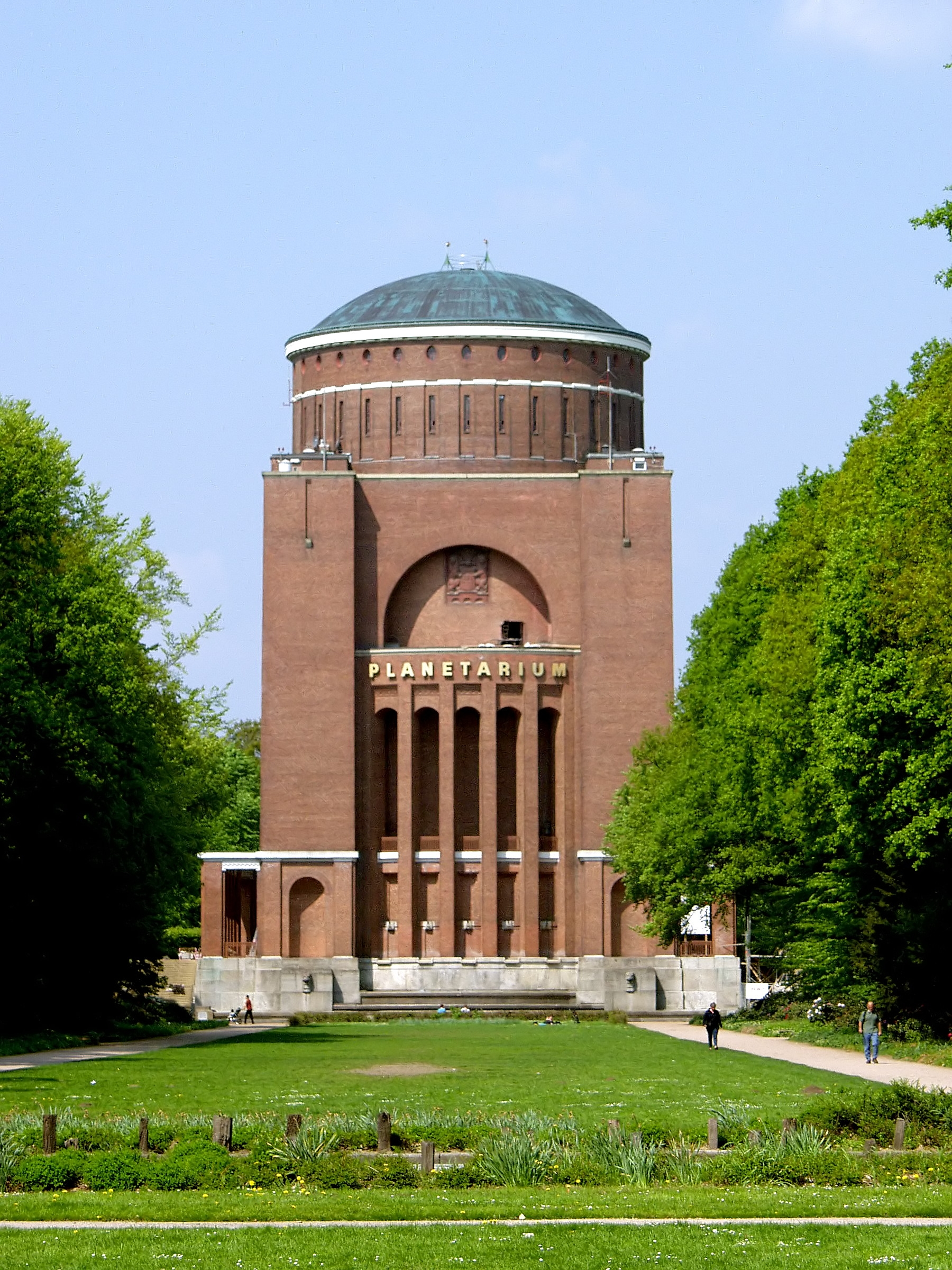
Veranstaltungsort Planetarium

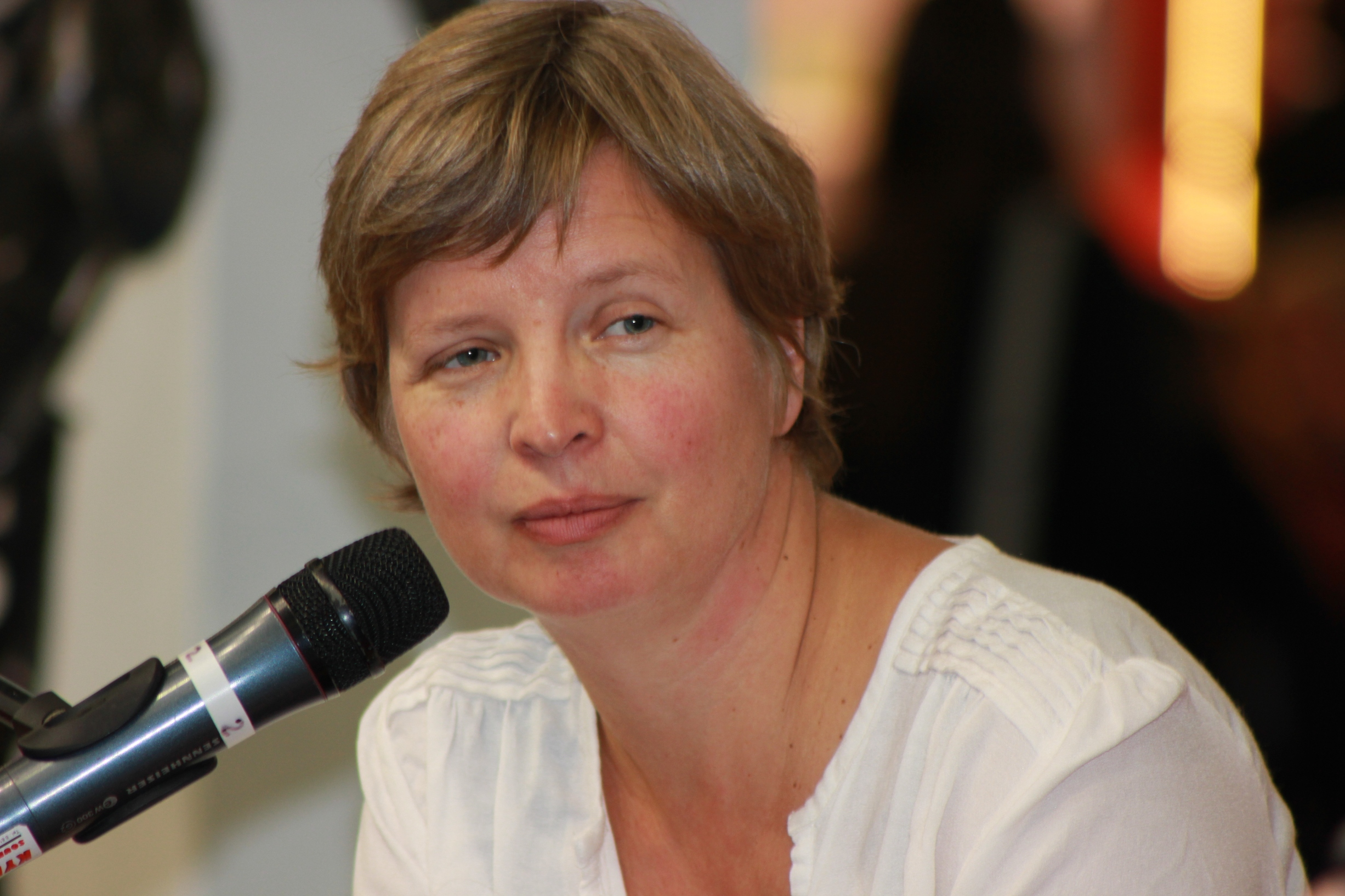
Autorin Jenny Erpenbeck
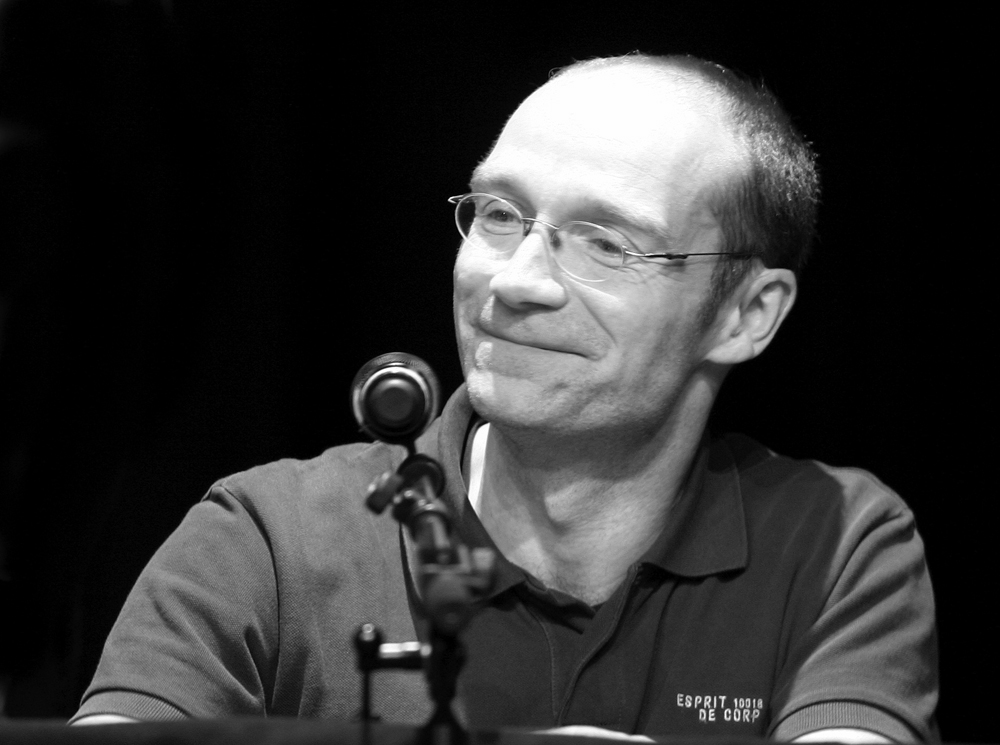
Autor John von Düffel
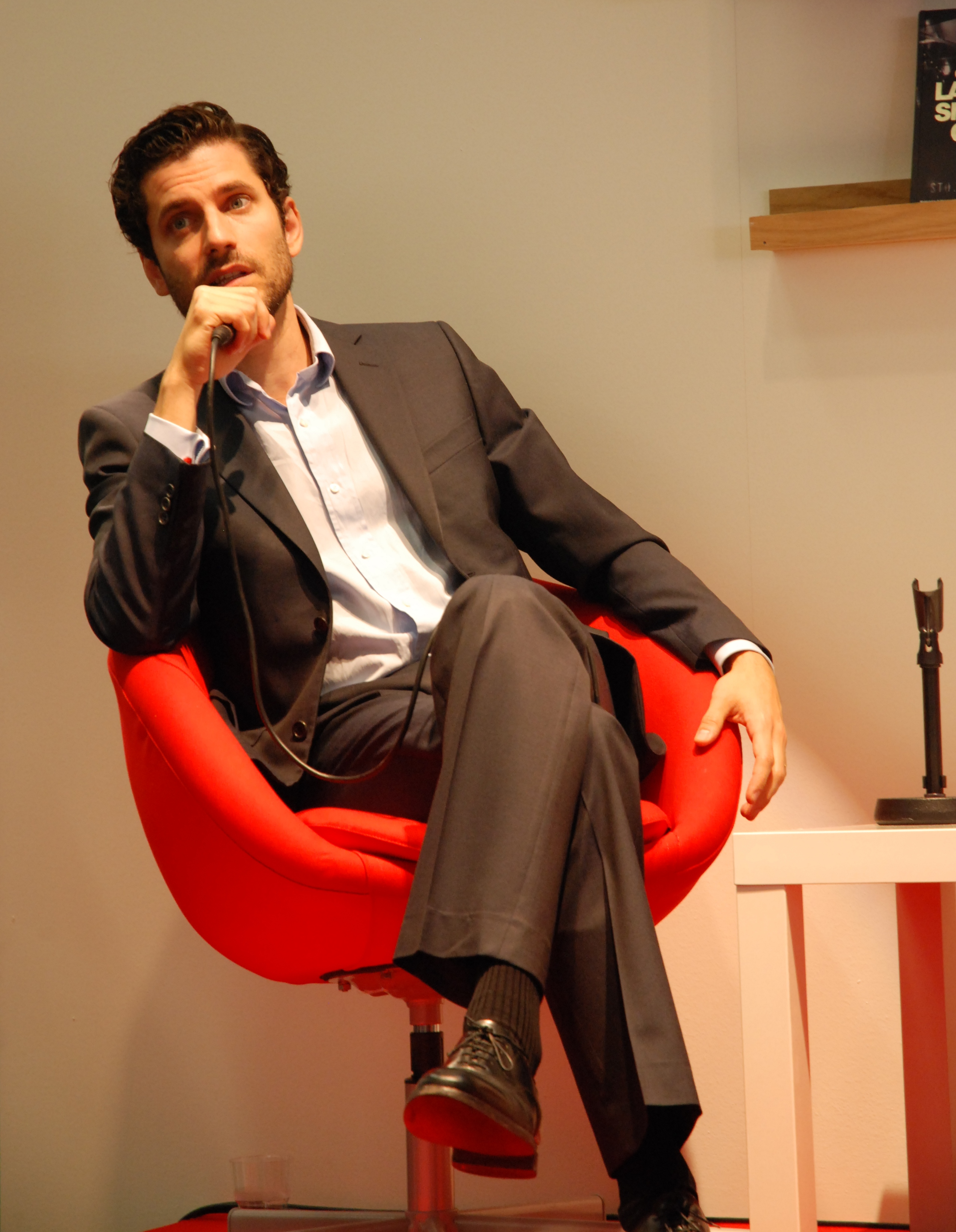
Autor Jens Lapidus

## Kritik an den Lesetagen
Ab 2011 kam Gegenwind zu dem von Vattenfall veranstalteten Literaturfestival auf. Neben Greenwashing wurde Vattenfall Markenbranding vorgeworfen.
Der NDR stieg nach der Nuklearkatastrophe von Fukushima als Kooperationspartner aus. Auch das Kulturzentrum Kampnagel stellte keine Räume mehr zur Verfügung.

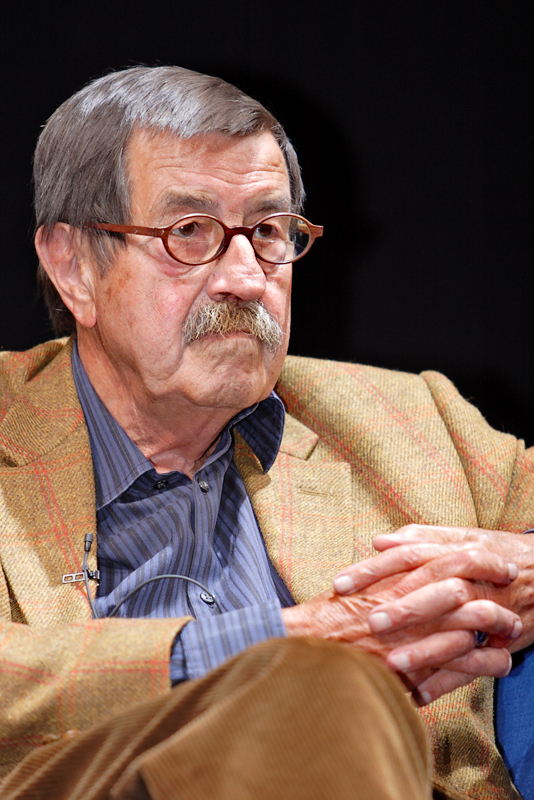
Atomkraftgegner Günter Grass: „Vor und nach dem Vatten-Fall gab und gibt es Literatur.“

In der Stadt wurden Gegenveranstaltungen wie Lesen ohne Atomstrom und die „Hamburger Energie Wechsel-Lesetage“ gegründet. Literaturnobelpreisträger Günter Grass las im April 2011 in einem Partyzelt vor dem Vattenfall-Kernkraftwerk Krümmel aus Mein Jahrhundert die Erzählung für das Jahr 1955, in der ein Mann, Abteilungsleiter im Katasteramt, aus Atomfurcht im Garten einen Schutzraum baut und dabei ums Leben kommt. Bei „Lesetage selber machen – Vattenfall Tschüss sagen“ war Harry Rowohlt das Zugpferd.
Das Bürgerschaftsmitglied Norbert Hackbusch (Die Linke) stellte eine Kleine Anfrage an den Senat zu den Vattenfall Lesetagen, ebenso die Fraktion von Bündnis 90/Die Grünen der Hamburgischen Bürgerschaft.
Im April 2013 wurde berichtet, dass die Kuratorin der Lesetage Teilnehmer der Gegenveranstaltungen „Lesen ohne Atomstrom“ unter Druck zu setzen versucht und sich über die Veranstalter diskreditierend geäußert habe. Sie soll sie als „linksradikal“ und „Ökosaft-Produzenten“ bezeichnet haben. Davon distanzierte sich Vattenfall und nannte die konkurrierenden Veranstaltungen eine Bereicherung für die Stadt. Die Direktorin der Bücherhallen berichtete vom Versuch einer unverhohlenen Einflussnahme einer Vattenfall-Delegation im November 2012 mit dem Ziel, die Kooperation mit „Lesen ohne Atomstrom“ aufzugeben. Sie habe das Ansinnen abgelehnt.
Im Oktober 2013 beschlossen die Veranstalter die Einstellung der Vattenfall Lesetage. Das Hamburger Abendblatt zitierte daraufhin Vertreter der Hamburger Kulturszene, die ihr Bedauern darüber bekundeten. Zu ihnen gehörten Kultursenatorin Barbara Kisseler (parteilos), Peter Lohmann (Harbour Front Literaturfestival) und Rainer Moritz (Literaturhaus). Moritz schränkte dabei ein: „Natürlich lässt sich darüber streiten, ob es unterstützenswert ist, wenn ein Energiekonzern wie Vattenfall seine Firmenpolitik mit Kultur aufwerten möchte.“ Günter Grass hingegen begrüßte das Ende der Vattenfall Lesetage und sagte: „Vor und nach dem Vatten-Fall gab und gibt es Literatur.“